# The MF Life
The MF Life è il secondo album discografico in studio della cantante canadese Melanie Fiona, pubblicato nel 2012.

## Tracce
1. This Time (feat. J. Cole) – 3:48 (Ernest Wilson, Johnta Austin, Steve Wyreman, Kevin Randolph, Jermaine Cole)
2. 4 AM – 4:50 (Richard Butler, Melanie Hallim, Earl Hood, Eric Goudy II)
3. Break Down These Walls – 4:09 (E. WIlson, J. Austin, S. Wyreman, K. Randolph) – No I.D.
4. I Been That Girl – 2:53
5. Wrong Side of a Love Song – 4:28 (M. Hallim, M. Kahane, G. Soule)
6. Running (feat. Nas) – 5:29 (Melanie Hallim, Nasir Jones, Salaam Remi Gibbs)
7. Change the Record (feat. B.o.B) – 4:05 (C. McKinney, Andrea Martin, M. Hallim, Bobby Simmons)
8. Gone and Never Coming Back – 3:45 (A. Martin, R. Littlejohn Jr.)
9. Bones – 3:53 (M. Kahane, P. Faith, A. Merrit)
10. Watch Me Work – 3:25 (J. Suecof, A. Holmes, L. Fields, M. Hallim, T. Reyes, N. Myricks)
11. Can’t Say I Never Loved You – 3:47 (A. Martin, E. Lind, A. Gjorklund)
12. L.O.V.E. (feat. John Legend) – 3:55 (E. Wilson, John Stephens, M. Hallim, S. Wyreman, K. Randolph)
13. 6 AM (feat. T-Pain) – 4:13 (Faheem Najm, Jon A. Gordon, Michael A. Gordon, D. Cook)

## Classifiche
| Classifica (2012)         | Posizione raggiunta |
| ------------------------- | ------------------- |
| Stati Uniti Billboard 200 | 7                   |